# Kiyatriton
Kiyatriton — викопний рід саламандр, що існував у ранній крейді 125—112 млн років тому. Рештки представників роду знайдені в Західному Сибіру.

## Види
В роді описано два види:
- Kiyatriton leshchinskiyi Averianov and Voronkevich 2002. Типовий вид. Рештки виявлені у відкладеннях Ілецької формації (село Шестаково-1, Кемеровська область).[1]
- Kiyatriton krasnolutskii Skutchas 2016. Рештки виявлені у відкладеннях Ітатської формації (Березовський кар'єр, Красноярський край).[2]